# Зосино (Дзержинский район)
Зо́сино (бел. Зо́сіна) — деревня в составе Станьковского сельсовета Дзержинского района Минской области Беларуси. Деревня расположена в 14 километрах от Дзержинска, 34 километрах от Минска и 12 километрах от железнодорожной станции Койданово.

## История
Известна со 2-й половины 19 века, как деревня в Минском уезде Минской губернии. В 1897 году —14 дворов, 101 житель, 1908 году — 19 дворов, 125 жителей. В 1905—1907 годах местный житель А. Дедюля проводил революционную агитацию среди односельчан, у которого при обыске были выявлены листовки РСДРП.
С 9 марта 1918 года в составе провозглашённой Белорусской Народной Республики, однако фактически находилась под контролем германской военной администрации. С 1 января 1919 года в составе Советской Социалистической Республики Белоруссия, а с 27 февраля того же года в составе Литовско-Белорусской ССР, летом 1919 года деревня была занята польскими войсками, после подписания рижского мира — в составе Белорусской ССР. С 20 августа 1924 года в Станьковском сельсовете, с 25 июля 1931 по 23 августа 1937 года — национальный польский сельсовет) Койдановского района Минского округа. С 29 июля 1932 года в составе Дзержинского района, с 31 июля 1937 года в Минском районе. С 20 февраля 1938 года в Минской области, с 4 февраля 1939 года в воссозданном Дзержинском районе. В 1926 году — 21 двор, 94 жителя. В годы коллективизации организован колхоз «Красный май», действовала кузня.
В Великую Отечественную войну с 28 июня 1941 по 6 июля 1944 года находилась под немецко-фашистской оккупацией, на фронте погибли 4 жителя.
В 1960 году проживали 119 жителей, входила в состав колхоза имени В.И. Ленина (центр — д. Заболотье). В 1991 году — 20 дворов, 46 жителей. В 2009 году в составе сельскохозяйственного агрокомбината «Дзержинский».

## Население
| Численность населения (по годам) | Численность населения (по годам) | Численность населения (по годам) | Численность населения (по годам) | Численность населения (по годам) | Численность населения (по годам) | Численность населения (по годам) | Численность населения (по годам) |
| 1897                             | 1908                             | 1926                             | 1960                             | 1991                             | 1999                             | 2004                             | 2010                             |
| -------------------------------- | -------------------------------- | -------------------------------- | -------------------------------- | -------------------------------- | -------------------------------- | -------------------------------- | -------------------------------- |
| 101                              | ↗125                             | ↘94                              | ↗119                             | ↘46                              | ↘29                              | ↘27                              | →27                              |
| 2017                             | 2018                             | 2020                             |                                  |                                  |                                  |                                  |                                  |
| ↗28                              | ↗29                              | ↗37                              |                                  |                                  |                                  |                                  |                                  |